# 孙嘉礽
孙嘉礽（1891年—1938年）又名孙明诚，号云僧，直隶省天津县范庄（今天津市东丽区范庄村）人，中华民国书法家、政治家。

## 生平
1891年，孙嘉礽生于范庄，其父孙庆铸是一位乡绅。孙嘉礽和严范孙同年中秀才，严范孙列第一名，孙嘉礽列第二名，二人为终生好友。孙嘉礽早年毕业于保定军官学校。在孙嘉礽担任连队文书时，傅作义在该连担任排长。两人结拜为兄弟。孙嘉礽曾任天津警察厅总务科长，后来升任天津警察厅副厅长。
孙嘉礽的书法很有名，其北碑书法被章太炎等誉为“集北碑之大成者”。中华民国初年的刊物《神州吉光集》曾载文介绍孙嘉礽的书法，评其北碑作品为“五百年来之未有”。当时，天津孙嘉礽之北碑，上海沈尹默之南帖，被书法界推为“南沈北孙”。